# 維拉爾福莫索車站

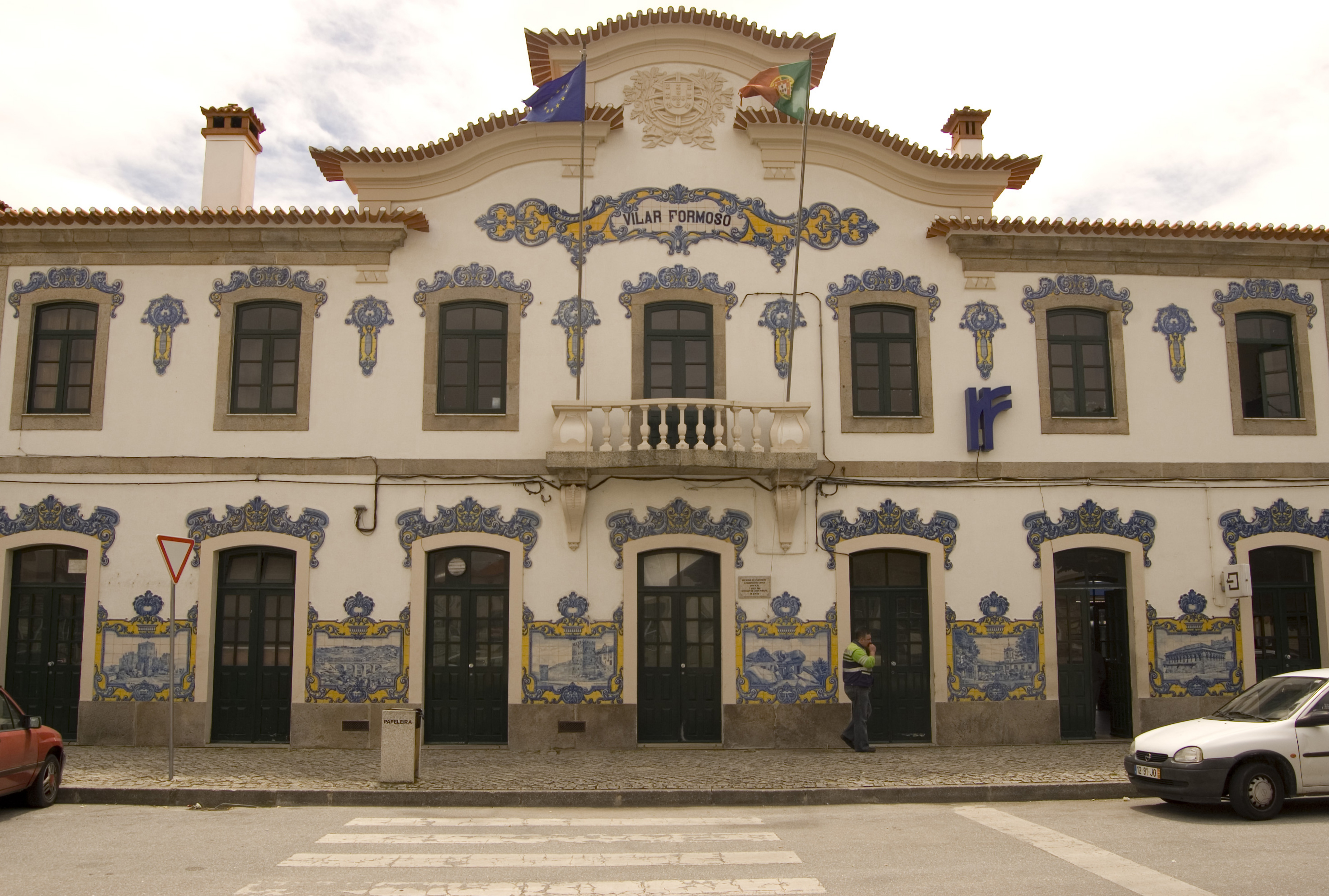
維拉爾福莫索車站

維拉爾福莫索車站（葡萄牙語：Estação Ferroviária de Vilar Formoso）是位於葡萄牙瓜達區維拉爾福莫索的火車站，啟用於1882年。通往西班牙的路線於1886 年5月24日開通。車站外牆覆蓋著瓷磚壁畫，描繪了葡萄牙各地的景色。